# Kostel svatého Jana Nepomuckého (Cotkytle)
Kostel svatého Jana Nepomuckého v Cotkytli tvoří středobod obce Cotkytle v okrese Ústí nad Orlicí. Svou současnou barokní podobu získal kolem roku 1726.

## Historie
Původní kostel v Cotkytli byl postaven někdy před rokem 1350 a byl zasvěcen Nanebevstoupení Páně. Cotkytle měla svou vlastní farnost, která byla právě v roce 1350 začleněna do nově vzniklé litomyšlské diecéze. Poté, co tato diecéze kolem roku 1554 právně zanikla, byl farní kostel v Cotkytli začleněn do diecéze olomoucké. Někdy v průběhu třicetileté války se z cotkytlského farního kostela stal kostel filiální.
Kostel ve své současné podobě byl zbudován někdy kolem roku 1726. Tehdy získal zasvěcení Janu Nepomuckému, který byl prohlášen za svatého v roce 1729. Jeho obraz je na hlavním oltáři spolu se sochami sv. Cyrila a Metoděje. Na bočním oltáři Srdce Páně je obraz sv. Barbory a na bočním oltáři Panny Marie je k vidění obraz svaté Rodiny.